# Émile Decombes
Émile Decombes est un pianiste et pédagogue français né le 8 août 1829 à Nîmes et mort le 5 mai 1912 à Paris.

## Biographie
Disciple de Frédéric Chopin dont il reçoit les conseils, il enseigne au Conservatoire de Paris où l'on trouve parmi ses élèves Maurice Ravel, Erik Satie, Alfred Cortot, Gabriel Jaudoin, Reynaldo Hahn, Édouard Risler ou Joseph Morpain.
Il est nommé Chevalier de la Légion d'honneur le 31 décembre 1901.
Il meurt le 5 mai 1912 en son domicile au no 23, rue des Martyrs dans le 9e arrondissement de Paris, et, est inhumé au cimetière de Montmartre (10e division).